# Alessandro Sforza di Francavilla
Alessandro Sforza, signore di Francavilla (1465 – 29 settembre 1523), è stato un condottiero italiano del Rinascimento.

## Biografia
Alessandro Sforza fu uno dei figli naturali che il duca di Milano Galeazzo Maria Sforza ebbe dalla sua amante Lucrezia Landriani. Fu creato signore di Francavilla e quindi divenne luogotenente del re di Napoli; quando tra gli Sforza sorse il contrasto dinastico tra la moglie di suo padre, la duchessa Bona di Savoia, e suo zio Ludovico il Moro, Alessandro prese le parti dello zio, una scelta che al momento si rivelò vincente.
La politica del Moro però portò infine alla sua caduta per mano del re Luigi XII di Francia. Quando nel 1512, con suo cugino Massimiliano Sforza, sembrò risorgere la fortuna della casata, Alessandro fu creato capitano generale delle truppe milanesi.

## Matrimonio e discendenza
Alessandro Sforza sposò Barbara dei conti Balbiani di Valchiavenna; ebbero una figlia di nome Camilla e un figlio di nome Antonio che cadde durante l'assedio del Castello Sforzesco del 1525-1526.

## Ascendenza
|                       |     |                        | Genitori               |  |  | Nonni |  |  | Bisnonni          |  |  | Trisnonni          |  |
|                       |     |                        |                        |  |  |       |  |  | Giacomo Attendolo |  |  | Giovanni Attendolo |  |
|                       |     |                        |                        |  |  |       |  |  | Giacomo Attendolo |  |  | Giovanni Attendolo |  |
|                       |     | Elisa Petraccini       |                        |  |  |       |  |  | Giacomo Attendolo |  |  |                    |  |
| Francesco Sforza      |     |                        |                        |  |  |       |  |  | Giacomo Attendolo |  |  |                    |  |
|                       |     | Lucia Terzani          | …                      |  |  |       |  |  |                   |  |  |                    |  |
|                       |     | Lucia Terzani          | …                      |  |  |       |  |  |                   |  |  |                    |  |
|                       |     | Lucia Terzani          | …                      |  |  |       |  |  |                   |  |  |                    |  |
| Galeazzo Maria Sforza |     | Lucia Terzani          |                        |  |  |       |  |  |                   |  |  |                    |  |
|                       |     | Filippo Maria Visconti | Gian Galeazzo Visconti |  |  |       |  |  |                   |  |  |                    |  |
|                       |     | Filippo Maria Visconti | Gian Galeazzo Visconti |  |  |       |  |  |                   |  |  |                    |  |
|                       |     | Filippo Maria Visconti | Caterina Visconti      |  |  |       |  |  |                   |  |  |                    |  |
| Bianca Maria Visconti |     | Filippo Maria Visconti |                        |  |  |       |  |  |                   |  |  |                    |  |
|                       |     | Agnese del Maino       | Ambrogio del Maino     |  |  |       |  |  |                   |  |  |                    |  |
|                       |     | Agnese del Maino       | Ambrogio del Maino     |  |  |       |  |  |                   |  |  |                    |  |
|                       |     | Agnese del Maino       | …                      |  |  |       |  |  |                   |  |  |                    |  |
| Alessandro Sforza     |     | Agnese del Maino       |                        |  |  |       |  |  |                   |  |  |                    |  |
|                       | ... | …                      |                        |  |  |       |  |  |                   |  |  |                    |  |
|                       | ... | …                      |                        |  |  |       |  |  |                   |  |  |                    |  |
|                       | ... | …                      |                        |  |  |       |  |  |                   |  |  |                    |  |
| ...                   | ... |                        |                        |  |  |       |  |  |                   |  |  |                    |  |
|                       |     | ...                    | …                      |  |  |       |  |  |                   |  |  |                    |  |
|                       |     | ...                    | …                      |  |  |       |  |  |                   |  |  |                    |  |
|                       |     | ...                    | …                      |  |  |       |  |  |                   |  |  |                    |  |
| Lucrezia Landriani    |     | ...                    |                        |  |  |       |  |  |                   |  |  |                    |  |
|                       |     | ...                    | …                      |  |  |       |  |  |                   |  |  |                    |  |
|                       |     | ...                    | …                      |  |  |       |  |  |                   |  |  |                    |  |
|                       |     | ...                    | …                      |  |  |       |  |  |                   |  |  |                    |  |
| ...                   |     | ...                    |                        |  |  |       |  |  |                   |  |  |                    |  |
|                       |     | ...                    | …                      |  |  |       |  |  |                   |  |  |                    |  |
|                       |     | ...                    | …                      |  |  |       |  |  |                   |  |  |                    |  |
|                       |     | ...                    | …                      |  |  |       |  |  |                   |  |  |                    |  |
|                       |     | ...                    |                        |  |  |       |  |  |                   |  |  |                    |  |